# سلطة الطاقة والموارد الطبيعية (فلسطين)
سلطة الطاقة والموارد الطبيعية الفلسطينية هي سلطة حكومية بدرجة وزارة، أنشئت عام 1995 في عهد السلطة الوطنية الفلسطينية.

## الأهداف
تتسم مجموعة الأهداف العامة لسلطة الطاقة والموارد الطبيعية بالبناء المؤسساتي لقطاع الطاقة الفلسطيني، مع تأمين مصدر دائم ورخيص للتيار الكهربائي لكافة المناطق الفلسطينية.إضافة لتصميم وإنشاء الأنظمة الكهربائية المتكاملة لاسيما أنظمة الطاقة المتجددة.

## رؤساء
تعاقب على سلطة الطاقة والموارد الطبيعية الفلسطينية منذ تأسيسها عدة وزراء وهم:
| الاسم                                   | تاريخ البدء    | تاريخ الانتهاء |
| --------------------------------------- | -------------- | -------------- |
| عبد الرحمن توفيق عبد الهادي حمد         | 13 يونيو 2002  | 29 أبريل 2003  |
| عزام عبد الكريم رشدي الشوا              | 29 أبريل 2003  | بداية 2006     |
| عمر عزت شريف كتانة                      | 17 ديسمبر 2006 | 10 يناير 2017  |
| ظافر محمد حسن ملحم (قائم بالأعمال)      | 10 يناير 2017  | 18 يونيو 2018  |
| ظافر محمد حسن ملحم                      | 18 يونيو 2018  | 1 يناير 2025   |
| أيمن فؤاد مصطفى إسماعيل (قائم بالأعمال) | 5 يناير 2025   | 2يونيو 2025    |
| أيمن فؤاد مصطفى إسماعيل                 | 3يونيو 2025    | لا يزال        |

## وصلات خارجية
- الموقع الرسمي لسلطة الطاقة والموارد الطبيعية الفلسطينية